# KL
KL (fork. for Kommunernes Landsforening, der frem til 2001 var navnet) er en dansk privat interesseorganisation, der organiserer landets 98 kommuner. Organisationen har til formål at varetage kommunernes fælles interesser. KL beskæftiger ca. 400 ansatte og har et årligt budget på ca. 400 mio. kr. (2012).
KL spiller en nøglerolle som kommunernes repræsentant ved de årlige forhandlinger med regeringen om kommunernes økonomiske rammer for det kommende budgetår. KL fungerer desuden som arbejdsgiverorganisation og forhandlingspart over for de kommunalt ansattes fagforbund. 
Den nuværende formand for KL er Martin Damm (Venstre), borgmester i Kalundborg. KL's bestyrelse, der består af 17 borgmestre og kommunalbestyrelsesmedlemmer, udpeges hvert fjerde år efter kommunalvalget, og pladserne bliver tildelt på baggrund af partiernes og lokallisternes samlede stemmetal ved kommunalvalget. Den daglige ledelse af sekretariatet forestås af en fire mand stor direktion, som administrerende direktør Kristian Wendelboe siden 2011 har stået i spidsen for.
Ud over organisationens rådgivning af kommunerne, konsulentvirksomhed m.v., udgiver KL nyhedsmagasinet Danske Kommuner, der er et af de største medier om og til den kommunale verden. Derudover udgives nyhedsbrevet Momentum. KL har et kontor i Bruxelles, som søger at øve indflydelse på politikken i Europa-Parlamentet.
KL har siden 2002 haft til huse på Ny Tøjhusgrunden på Islands Brygge i København. Domicilet er cirka 20.000 kvm. stort og er ligesom 'tvillingen' ved siden af, HK/Danmarks hovedsæde, tegnet af Arkitema.

## Bestyrelse
For perioden 2022 til 2026 består KL's bestyrelse af:
- Formand Martin Damm, borgmester i Kalundborg Kommune (V)
- Næstformand: Jacob Bundsgaard, borgmester i Aarhus Kommune (A)
- Birgit Stenbak Hansen, borgmester i Frederikshavn Kommune (A)
- Christina Krzyrosiak Hansen, borgmester i Holbæk Kommune (A)
- Peter Rahbæk Juel, borgmester i Odense Kommune (A)
- Sophie Hæstorp Andersen, overborgmester i Københavns Kommune (A)
- Thomas Gyldal Petersen, borgmester i Herlev Kommune (A)
- Johan Brødsgaard, første viceborgmester i Silkeborg Kommune (B)
- Frank Schmidt-Hansen, borgmester i Vejen Kommune (C)
- Michael Ziegler, borgmester i Høje-Taastrup Kommune (C)
- Sofia Osmani, borgmester i Lyngby-Taarbæk Kommune (C)
- Tonni Hansen, borgmester i Langeland Kommune (F)
- Erik Flyvholm, borgmester i Lemvig Kommune (V)
- Jesper Frost, borgmester i Esbjerg Kommune (V)
- Jens Ive, borgmester i Rudersdal Kommune (V)
- Ulrik Wilbek, borgmester i Viborg Kommune (V)
- Per Clausen, rådmand i Aalborg Kommune (Ø)

## Historie
Foreningen blev stiftet i 1970 ved sammenlægningen af Den Danske Købstadforening, De Samvirkende Sognerådsforeninger i Danmark og Foreningen af Bymæssige Kommuner som følge af kommunalreformen, hvor de hidtidige mere end 1.300 kommuner blev slået sammen til 277, fra 1974 275.
Indtil kommunalreformen i 2007 var Københavns Kommune og Frederiksberg Kommune ikke medlem af KL pga. deres særlige dobbeltstatus som både amt og kommune. I en periode var Farum Kommune ikke medlem af KL, idet tidligere borgmester Peter Brixtofte ikke fandt, at organisationen talte kommunens sag.

## Ejerskaber
KL ejer flere organisationer og virksomheder heriblandt KOMBIT A/S og Center for Offentlig Kompetenceudvikling. I løbet af det seneste årti har KL solgt flere virksomheder fra herunder Kommunekemi, Kommunernes Revision, Kommuneinformation og KMD, som var ejet af KL gennem Kommune Holding (det nuværende KOMBIT A/S). Derudover er KL medejer af Dansk Bibliotekscenter (61%), SKI (45%), Sampension (19,6%), AFT 2005 A/S (3,3%), LPA Holding A/S (0,1%) og PensionDanmark (0,9%).

## Formænd
- 1. april 1970 - 1. januar 1973: Henning Rasmussen, Esbjerg (A)
- 19. januar 1973 - 16. juni 1978: Jens Mathiasen, Herning (V)
- 16. juni 1978 - 29. oktober 1979: Henning Rasmussen, Esbjerg (A)
- 2. november 1979 - 2. april 1982: Thorkild Simonsen, Århus (A)
- 2. april 1982 - 11. april 1986: Evan Jensen, Lejre (V)
- 11. april 1986 - 1. april 1992: Thorkild Simonsen, Århus (A)
- 1. april 1992 - 15. april 1994: Hilmar Sølund, Herning (A)
- 15. april 1994 - 17. april 1998: Evan Jensen, Lejre (V)
- 17. april 1998 - 15. marts 2002: Anker Boye, Odense (A)
- 15. marts 2002 - 16. marts 2006: Ejgil W. Rasmussen, Gedved (V)
- 16. marts 2006 - 19. marts 2010: Erik Fabrin, Rudersdal (V)
- 19. marts 2010 - 6. maj 2012(†): Jan Trøjborg, Horsens (A)
- 24. maj 2012 - 19. marts 2014: Erik Nielsen, Rødovre (A)
- 20. marts 2014 - 8. marts 2018: Martin Damm, Kalundborg (V)
- 8. marts 2018 - 17. marts 2022: Jacob Bundsgaard, Aarhus (A)
- 17. marts 2022 - 2026: Martin Damm, Kalundborg (V)

Kilde: KL